# Madeline Bell
Madeline Bell (* 23. Juli 1942 in Newark (New Jersey), New Jersey als Madeline Bell Brodus) ist eine US-amerikanische Soul-Sängerin, die in den späten 1960er Jahren als Mitglied der Gruppe Blue Mink (Melting Pot) und parallel dazu auch als Solistin mit Hits wie I’m Gonna Make You Love Me bekannt wurde. Auf späteren Platten wandte sie sich der Pop- und Disco-Musik zu.

## Karriere
Madeline Bell wuchs bei ihrer Großmutter auf und sang bereits als kleines Mädchen Gospelmusik in der Kirche und Schule. Später besuchte sie die High School und schulte ihre Stimme in jenen Jahr auf der Straße, in lokalen Clubs und Talentshows. Mit 16 wurde sie Mitglied in der Gospel-Gruppe The Glovertones. Zwei Jahre später wechselte sie zu den Alex Bradford Singers, die in ganz Amerika, aber auch in Europa auftraten. Das taten sie im Rahmen der Off-Broadway-Show Black Nativity von Langston Hughes. Bell zog nach Großbritannien und unterschrieb ihren ersten Plattenvertrag bei der EMI. Sie veröffentlichte ab 1963 zahlreiche Singles, die allerdings ohne nennenswerten Erfolg blieben.
Im Laufe der 1960er Jahre etablierte sich Bell als Backgroundsängerin. Sie wurde unter anderem von Dusty Springfield, Johnny Hallyday, Donovan und den Rolling Stones gebucht. Außerdem ist sie auf berühmten Alben wie auf Elton Johns ersten Welterfolgen Elton John und Tumbleweed Connection, Joe Cockers With a Little Help from My Friends sowie Rod Stewarts Every Picture Tells a Story zu hören. Ferner sang sie live im Background bei Joy Flemings Auftritt mit Ein Lied kann eine Brücke sein beim Eurovision Song Contest 1975 in Stockholm.

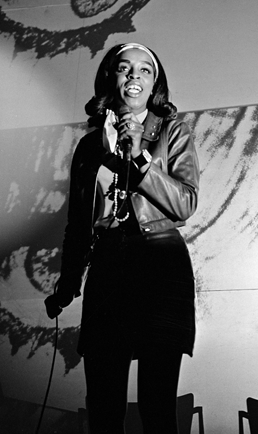
Bell in einer niederländischen Fernsehshow (1968)

Mitte der 1960er Jahre unterzeichnete Bell einen langfristigen Vertrag bei Philips. Mit der damals sehr beliebten Komposition I’m Gonna Make You Love Me, im Original von Dee Dee Warwick und in der Fassung von den Supremes und Temptations ein großer Erfolg, gelang Bell ihr einziger Hit in den USA: Sie erreichte damit Platz 26 in den Pop- und Platz 32 in den R&B-Charts. Bell blieb in ihrer Heimat ein One-Hit-Wonder.
Im Herbst 1969 wurde Bell Mitglied bei der Pop-Gruppe Blue Mink, die auf Anhieb mit Melting Pot einen Platz 3 in Großbritannien schaffte. Die Gruppe blieb bis 1973 sehr erfolgreich, weitere Top-Erfolge waren Good Morning Freedom (1970, Platz 10), Banner Man (1971, Platz 3) und Randy (1973, Platz 9). Bell veröffentlichte auch in dieser Zeit weiterhin Solo-Platten, hatte damit aber kaum Erfolg. Nach dem Ende von Blue Mink veröffentlichte Bell 1976 das Album This Is One Girl, das abwechslungsreich zwischen Soul, Pop und Disco pendelte und mit den ehemaligen Mitgliedern von Blue Mink eingespielt wurde. Bells Disco-Ambitionen setzte sie in den folgenden Jahren unter anderem als Studiosängerin bei Giorgio Moroder und Cerrone sowie im Rahmen der Gruppe Space fort, die zunächst mit dem Instrumental Magic Fly einen internationalen Hit hatte. Bei den folgenden Singles Carry On, Turn Me On (1977), My Love Is Music und Save Your Love for Me (1979) übernahm Bell die Lead-Stimme. Alle drei Songs erreichten die amerikanischen Disco-Charts. My Love Is Music war auf Platz 60 auch der einzige Pop-Hit von Space in den USA. Nach drei Alben endete die Zusammenarbeit von Space und Bell.
Noch 1979 ging Bell auf eine Tournee mit James Last durch Japan. Bis 1985 setzte sie diese Zusammenarbeit fort. In den 1980er Jahren war Bell außerdem weiterhin als Studiosängerin aktiv. Anfang 1989 hatte sie gemeinsam mit dem New London Chorale und dem Song Standing By einen Top-40-Hit in den niederländischen Dutch Charts. Zwei Jahre später trat sie in Großbritannien in der Bühnenproduktion von The Cotton Club auf. Daneben entstanden eine ganze Reihe von Alben für den niederländischen Markt. Hier sowie in Belgien, Großbritannien und Deutschland tritt Bell nach wie vor auf. Im Jahre 2003 wurde sie in London für ihr Lebenswerk mit dem Heritage Foundation Award ausgezeichnet.

## Privat
Bell war mit dem Musiker Barry Reeves verheiratet, der am 6. Februar 2010 an einer Lungenentzündung verstarb.

## Diskografie

### Alben (Auswahl)
- 1967: Bell’s a Poppin’ (Philips)
- 1968: I’m Gonna Make You Love Me (Philips) (Re-Issue von Bell’s a Poppin’)
- 1968: Doin’ Things (Philips)
- 1971: Madeline Bell (Philips)
- 1973: Comin’ Atcha (RCA Victor)
- 1976: This Is One Girl (Pye)
- 1993: Have You Met Miss Bell? (mit The Swingmates) (Polydor)
- 1999: Girl Talk (mit The Swingmates) (Willibrord)
- 2000: Blessed (Challenge)
- 2003 Soulmates (Baileo Music Productions)
- 2007 Melting Pot (Baileo Music Productions)